# موژگا
شهر موژگا (به روسی: Можга) در کشور روسیه و در جمهوری اودمورتیا واقع شده‌است.